# Dun Ballynavenooragh
 Das Dun Ballynavenooragh (auch Ballynavenooragh Stone Fort oder irisch Cathair na bhFionnúrach, lokal auch als Cathair a’ Bhoghaisín bekannt – was mit Fort der Ringe oder des Regenbogens übersetzt werden kann), liegt im Townland Ballynavenooragh (irisch Baile na bhFionnúrach) im Norden der Dingle-Halbinsel, nahe dem Mount Brandon, im County Kerry in Irland. Das Steinfort wurde zweimal archäologisch untersucht. Im Jahre 1893 nahm William Darcy eine schlecht dokumentierte Ausgrabung vor. Die zwischen 1994 und 1997 von Erin Gibbons vorgenommene erbrachte dagegen eine Fülle von Informationen.
Das in wesentlichen Teilen Elemente des Cashel von Kilmovee im County Mayo aufweisende, aber stärker rekonstruierte Dun besteht aus einer Ringmauer von etwa 29,0 m Durchmesser, die bis zu 3,5 m Breite und 2,5 m Höhe überlebte. Das Trockenmauerwerk der Wand bestand innen aus mindestens sieben Steinlagen. Ursprünglich gab es davor Mauerterrassen. Die Mauer enthielt zwei Nischen, von denen nur eine erhalten ist. Die relativ geräumige Kammer ist vom Inneren des Dun über einen Zugang mit Sturz zu erreichen. Die ursprüngliche Funktion dieser insbesondere bei Brochs anzutreffenden Wandkammern ist unbekannt.
Der Zugang in das Fort liegt im Westen und wird durch eine etwa 1,4 m breite Lücke in der Mauer definiert. Der schmale Gang zwischen der Mauer und dem zentralen Gebäude wird von Steinen flankiert und ist gepflastert. Pfosten und ein Schwellenstein flankieren den Einlass ins Fort der ursprünglich einen Sturz aufwies. Die Zugänge zum Fort und zum inneren Gebäude wurden wahrscheinlich durch Holztore gesperrt, auf die in den 1990er Jahren Hinweise gefunden wurden.
Das Innere wird von den basalen Überresten eines großen 8-förmigen Steingebäudes dominiert. Es besteht, als eine Form die im eisenzeitlichen Irland vielfach anzutreffen ist aus zwei ungleich große verbundene Räume (oder zwei ebensolche tangierende Kreise), die durch eine Tür verbunden sind. Der größere, westliche hat etwa 6,5 m Durchmesser und enthielt zwei Feuerstellen und eine Reihe von Gruben, sowie Pfostenlöcher, von denen einige mit Steinen ausgekleidet waren. Die Pfosten unterstützten entweder ein Dach, waren Teil einer internen Abtrennung oder Pfahlgötter. Die Funde im Inneren waren spärlich, dazu gehörte aber eine polierte Steinaxt und ein Ambossstein. Letzterer kann zu einem kleinen Schmelzofen gehört haben, der innerhalb des Gebäudes erkannt wurde.
Der kleinere Raum hat etwa 4,5 m Durchmesser und enthielt auf der Nordseite den Zugang zur Hausformation. Er enthielt einen Herd, zahlreiche Pfostenlöcher und die Überreste eines Zugangs zu einem Souterrain. Der Zugang im „Cathair na bhFionnurach“ liegt in einer ausgemauerten Grube im Boden, die später eine kleine überdachte Kammer bildete, zu der eine irdene Rampe und eine Steintreppe führten. Der Zugang wird von einem Eisengitter versperrt.
Unmittelbar nördlich des 8-förmigen Gebäudes befand sich eine etwa 2,0 m breite und 1,9 tiefe, teilweise ausgemauerte Grube, die mit organischen Resten gefüllt war. Dazu gehörte Gras, Flachs, Holzartefakte und Stroh, sowie menschliche Ausscheidungen. Fruchtsamen repräsentieren Lebensmittelabfälle. Darunter waren Äpfel, Blaubeeren und Haselnüsse, sowie Trauben. Andere, während der Ausgrabung freigelegte Artefakte bestanden aus einem Bleigewicht, Eisenschlacke, einem Eisenfragment, Eisenmessern, Lampen, Spinnwirteln, Glasperlen- und Tiegelfragmenten, sowie zerscherbter Keramik (darunter aus dem Mittelmeerraum importierte Ware aus dem 6. Jahrhundert) und zwei Pfennige Heinrichs III. aus Mitte des 13. Jahrhunderts.